# Norolles
Norolles est une commune française, située dans le département du Calvados en région Normandie, peuplée de 350 habitants.

## Géographie

### Hydrographie
La commune est située dans le bassin Seine-Normandie. Elle est drainée par la Touques, le Pre Dauge, le ruisseau Douet de Combray, un bras de la Touques, le fossé 01 de Marneville, le fossé 01 du Château de Malou, le fossé 02 de la Fontaine du Lieuvin et un bras de la Touques,,.
La Touques, d'une longueur de 108 km, prend sa source dans la commune de Champ-Haut et se jette  dans la baie de Seine en limite de Trouville-sur-Mer et de Deauville, après avoir traversé 42 communes. 

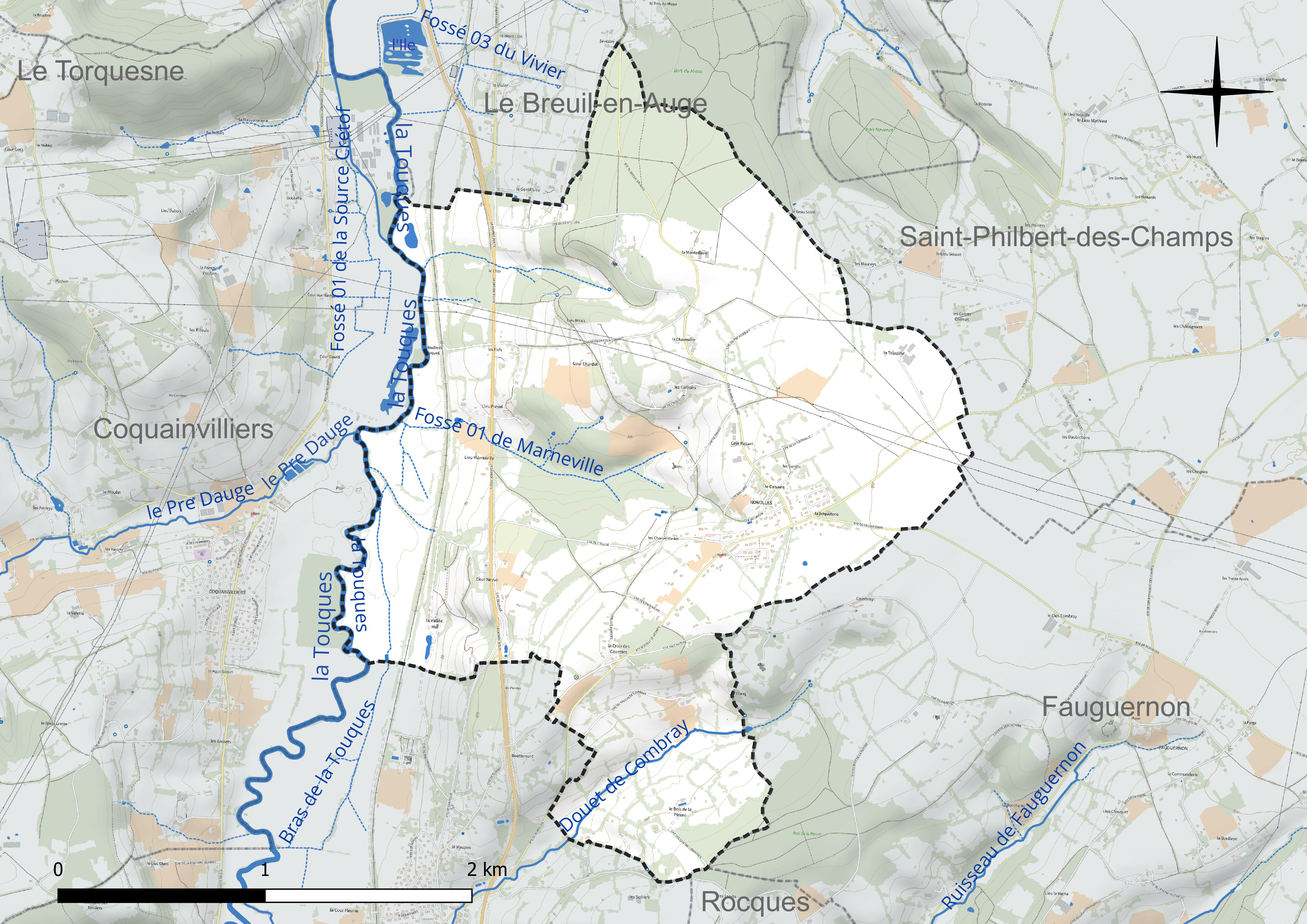
Réseau hydrographique de Norolles.

### Climat
Pour des articles plus généraux, voir Climat de la Normandie et Climat du Calvados.
En 2010, le climat de la commune est de type climat océanique franc, selon une étude du CNRS s'appuyant sur une série de données couvrant la période 1971-2000. En 2020, Météo-France publie une typologie des climats de la France métropolitaine dans laquelle la commune est exposée à un climat océanique et est dans la région climatique  Côtes de la Manche orientale, caractérisée par un faible ensoleillement (1 550 h/an) ; forte humidité de l'air (plus de 20 h/jour avec humidité relative > 80 % en hiver), vents forts fréquents. Parallèlement le GIEC normand, un groupe régional d'experts sur le climat, différencie quant à lui, dans une étude de 2020, trois grands types de climats pour la région Normandie, nuancés à une échelle plus fine par les facteurs géographiques locaux. La commune est, selon ce zonage, exposée à un « climat contrasté des collines », correspondant au Pays d'Auge, Lieuvin et Roumois, moins directement soumis aux flux océaniques et connaissant toutefois des précipitations assez marquées en raison des reliefs collinaires qui favorisent leur formation.
Pour la période 1971-2000, la température annuelle moyenne est de 10 °C, avec  une amplitude thermique annuelle de 12,8 °C. Le cumul annuel moyen de précipitations est de 863 mm, avec 13,2 jours de précipitations en janvier et 8,8 jours en juillet. Pour la période 1991-2020, la température moyenne annuelle observée sur la station météorologique la plus proche, située sur la commune de Lisieux à 6 km à vol d'oiseau, est de 11,7 °C et le cumul annuel moyen de précipitations est de 881,4 mm,. Pour l'avenir, les paramètres climatiques de la commune estimés pour 2050 selon différents scénarios d'émission de gaz à effet de serre sont consultables sur un site dédié publié par Météo-France en novembre 2022.

## Urbanisme

### Typologie
Au 1er janvier 2024, Norolles est catégorisée commune rurale à habitat dispersé, selon la nouvelle grille communale de densité à 7 niveaux définie par l'Insee en 2022.
Elle est située hors unité urbaine. Par ailleurs la commune fait partie de l'aire d'attraction de Lisieux, dont elle est une commune de la couronne,. Cette aire, qui regroupe 57 communes, est catégorisée dans les aires de 50 000 à moins de 200 000 habitants,.

### Occupation des sols
L'occupation des sols de la commune, telle qu'elle ressort de la base de données européenne d'occupation biophysique des sols Corine Land Cover (CLC), est marquée par l'importance des territoires agricoles (85,7 % en 2018), en diminution par rapport à 1990 (92,4 %). La répartition détaillée en 2018 est la suivante : 
prairies (59,9 %), terres arables (23,1 %), forêts (14,3 %), zones agricoles hétérogènes (2,7 %). L'évolution de l'occupation des sols de la commune et de ses infrastructures peut être observée sur les différentes représentations cartographiques du territoire : la carte de Cassini (XVIIIe siècle), la carte d'état-major (1820-1866) et les cartes ou photos aériennes de l'IGN pour la période actuelle (1950 à aujourd'hui).

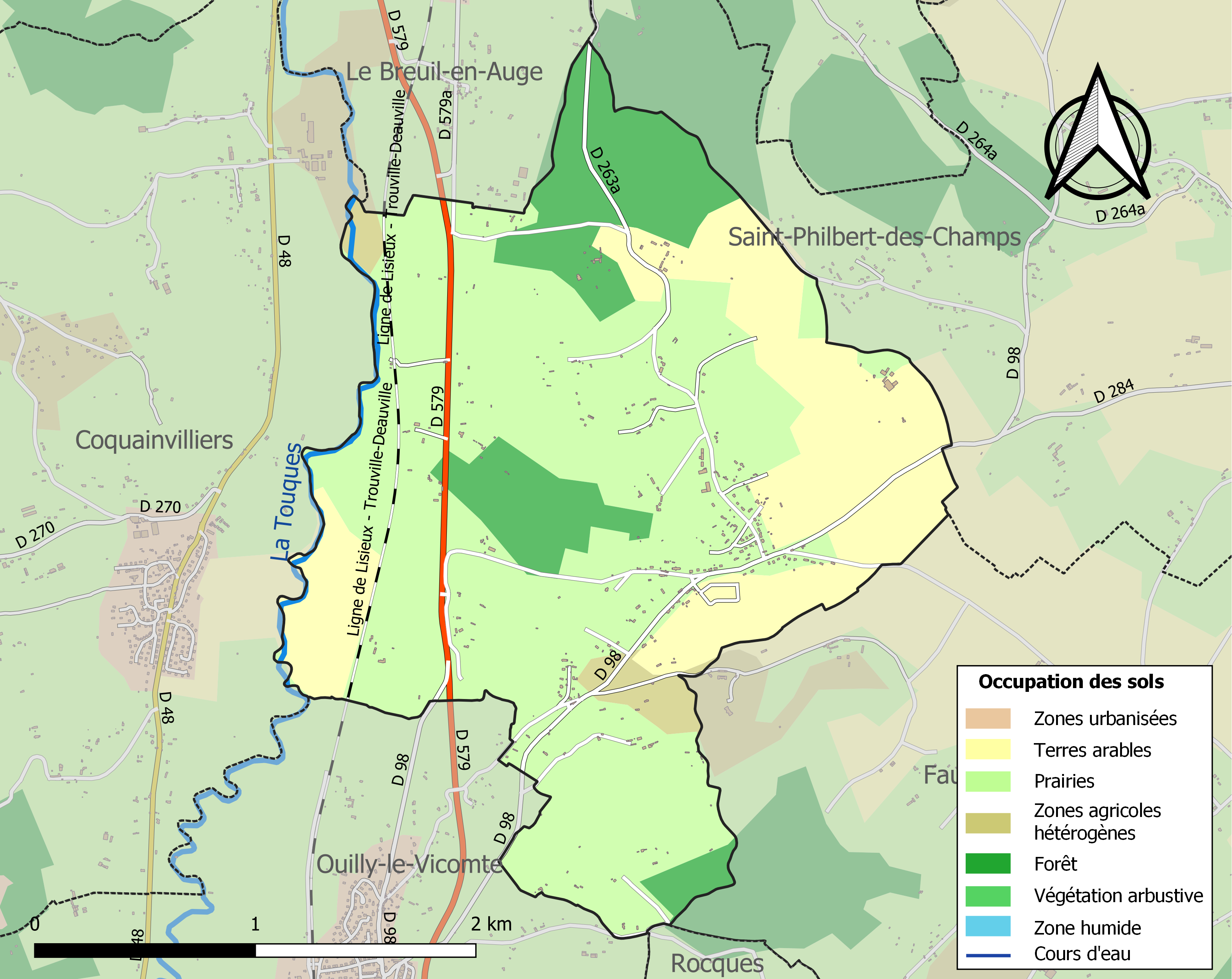
Carte des infrastructures et de l'occupation des sols de la commune en 2018 (CLC).

## Toponymie
Le nom de la localité est attesté sous les formes Nogerollae en 847, Noeroles en 1198.
Ce toponyme est issu du bas latin nucarius « noyer » et du suffixe -eola, au pluriel, ce qui a dû signifier : « ensembles de noyers ».

## Politique et administration
| Période                                  | Période   | Identité      | Étiquette | Qualité    |
| ---------------------------------------- | --------- | ------------- | --------- | ---------- |
| 1983                                     | 1989      | Jean Mir      | SE        |            |
| 1989                                     | mars 2008 | Jean Bourdeau | SE        |            |
| mars 2008                                | En cours  | Pierre Avoyne | SE        | Technicien |
| Les données manquantes sont à compléter. |           |               |           |            |

## Démographie
L'évolution du nombre d'habitants est connue à travers les recensements de la population effectués dans la commune depuis 1793. Pour les communes de moins de 10 000 habitants, une enquête de recensement portant sur toute la population est réalisée tous les cinq ans, les populations de référence des années intermédiaires étant quant à elles estimées par interpolation ou extrapolation. Pour la commune, le premier recensement exhaustif entrant dans le cadre du nouveau dispositif a été réalisé en 2008.
En 2022, la commune comptait 350 habitants, en évolution de +14,38 % par rapport à 2016 (Calvados : +1,58 %, France hors Mayotte : +2,11 %).
| 1793 | 1800 | 1806 | 1821 | 1831 | 1836 | 1841 | 1846 | 1851 |
| ---- | ---- | ---- | ---- | ---- | ---- | ---- | ---- | ---- |
| 334  | 256  | 381  | 276  | 303  | 316  | 300  | 310  | 312  |

| 1856 | 1861 | 1866 | 1872 | 1876 | 1881 | 1886 | 1891 | 1896 |
| ---- | ---- | ---- | ---- | ---- | ---- | ---- | ---- | ---- |
| 291  | 260  | 282  | 265  | 256  | 236  | 244  | 206  | 201  |

| 1901 | 1906 | 1911 | 1921 | 1926 | 1931 | 1936 | 1946 | 1954 |
| ---- | ---- | ---- | ---- | ---- | ---- | ---- | ---- | ---- |
| 189  | 206  | 207  | 213  | 230  | 206  | 199  | 267  | 233  |

| 1962 | 1968 | 1975 | 1982 | 1990 | 1999 | 2006 | 2008 | 2013 |
| ---- | ---- | ---- | ---- | ---- | ---- | ---- | ---- | ---- |
| 198  | 169  | 191  | 236  | 241  | 272  | 264  | 262  | 290  |

| 2018 | 2022 | - | - | - | - | - | - | - |
| ---- | ---- | - | - | - | - | - | - | - |
| 329  | 350  | - | - | - | - | - | - | - |

## Lieux et monuments
La commune possède plusieurs monuments notables :
- Le château de Malou, qui est inscrit au titre des monuments historiques en deux temps ; le 11 octobre 1930, la façade avec la porte d'entrée et la toiture font l'objet d'une inscription et la façade arrière du logis et la terrasse font pour leur part l'objet d'une inscription en date du 22 novembre 2006[29] ;
- Ferme de la Vallée ;
- Manoir de la Monteillerie, inscrit partiellement au titre des monuments historiques le 16 décembre 1994 en particulier les éléments suivants : les façades et les toitures, le vestibule, l'escalier et le palier, le grand salon, la salle à manger, le bureau[30].
- L'église Saint-Denis. Elle abrite dans le chœur deux petits vitraux encastrés du XVIe siècle et un retable monumental du XVIIIe siècle.

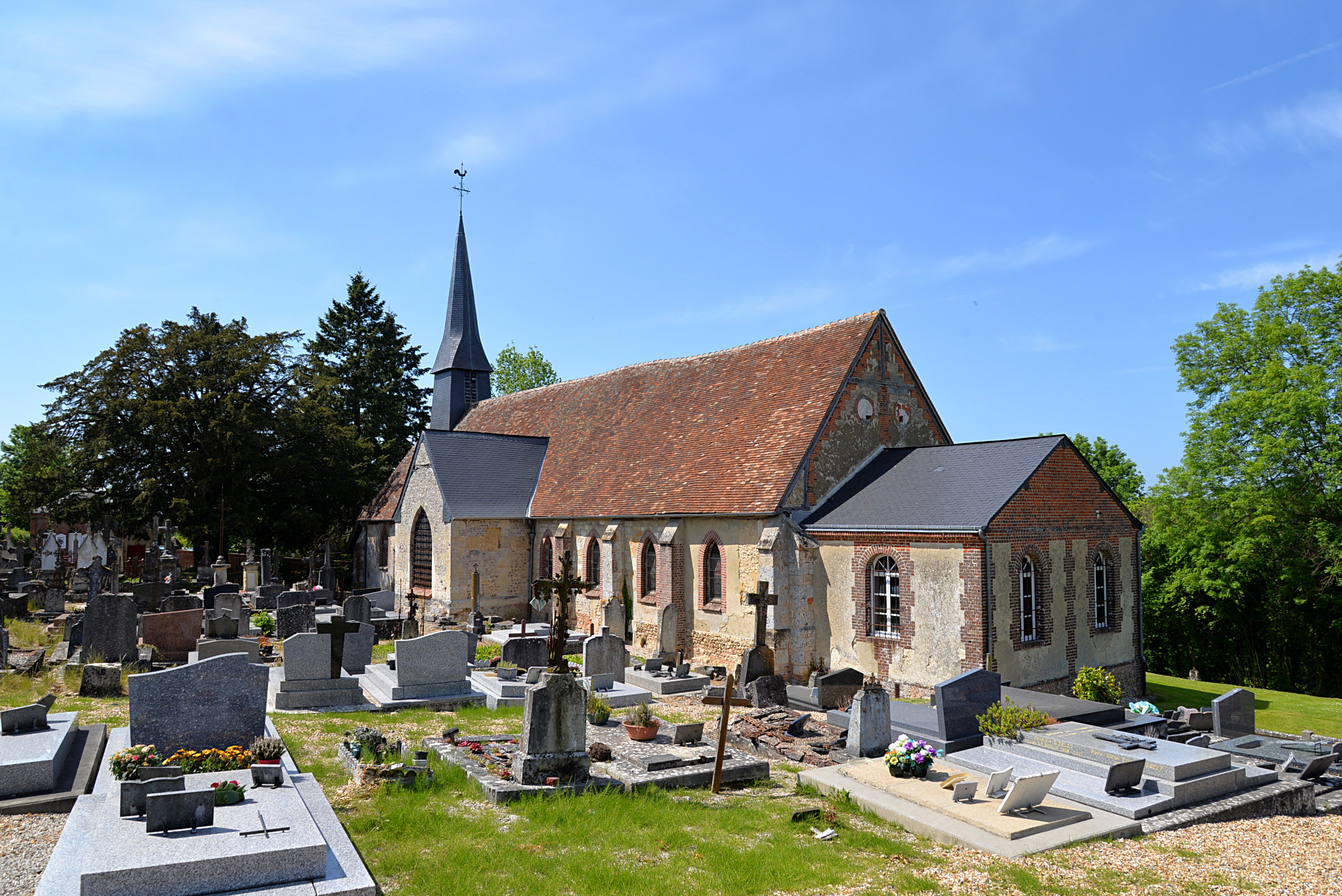
L'église Saint-Denis. Vue sud-est.
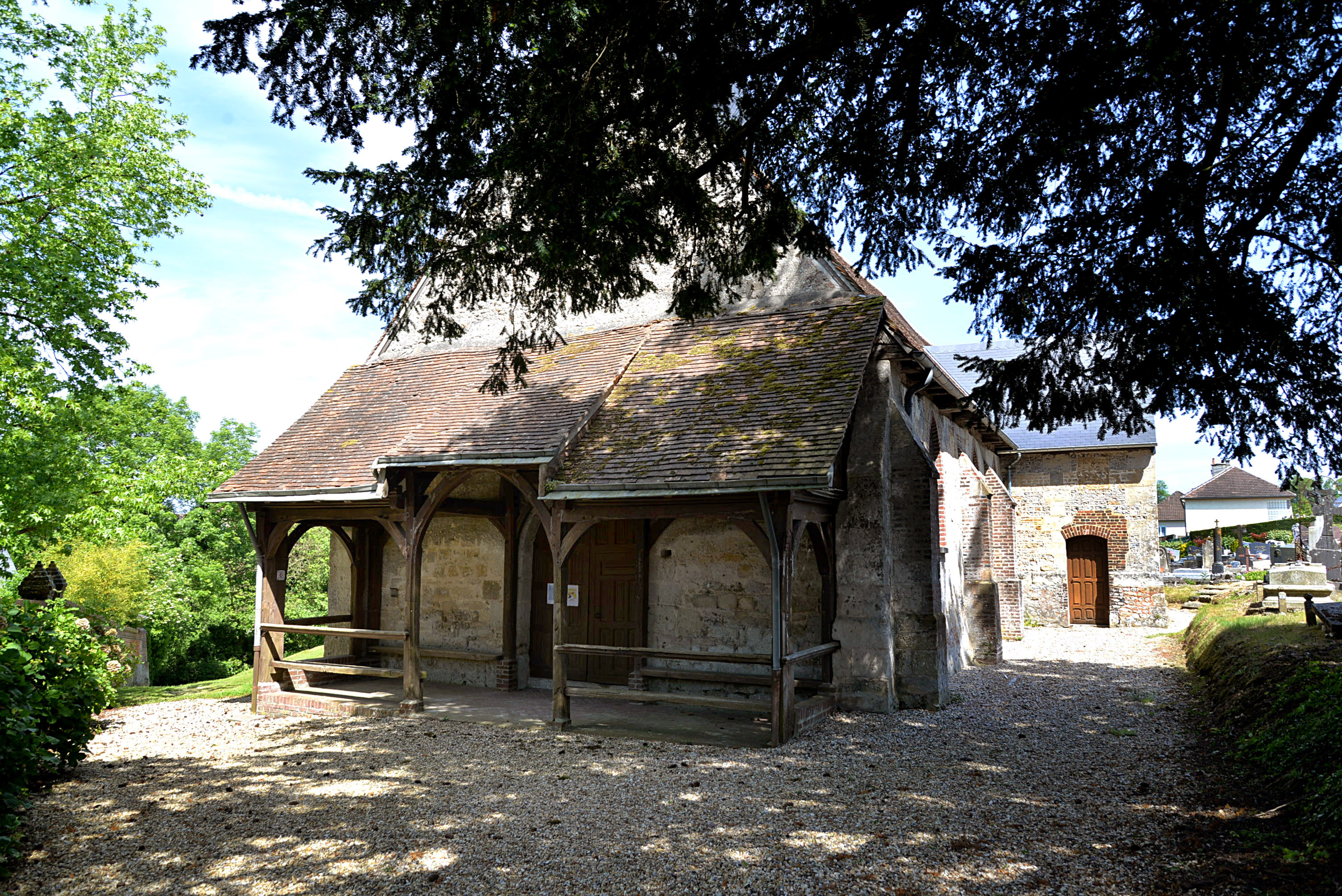
Le porche d'entrée de l'église Saint-Denis.
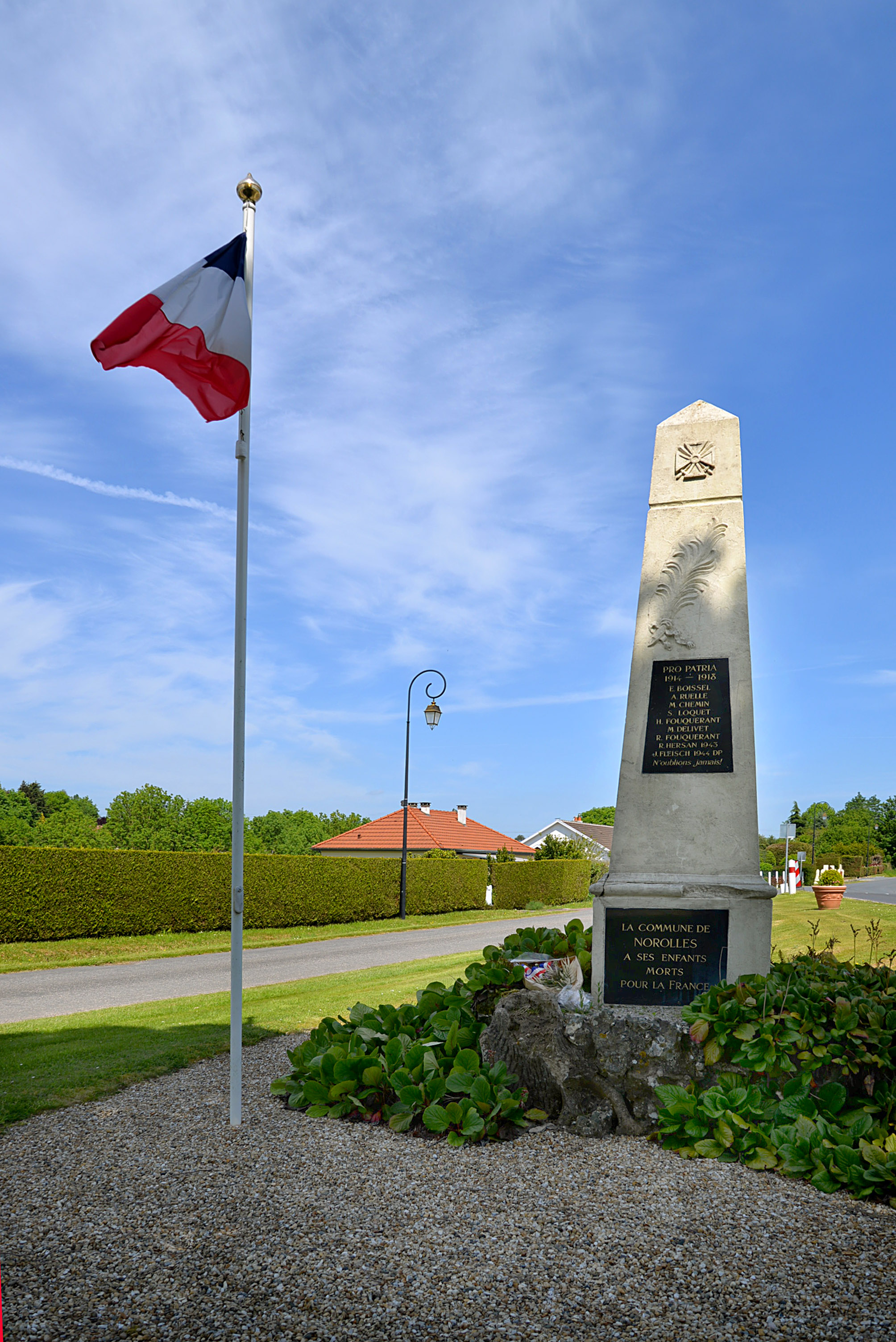
Le monument aux morts.
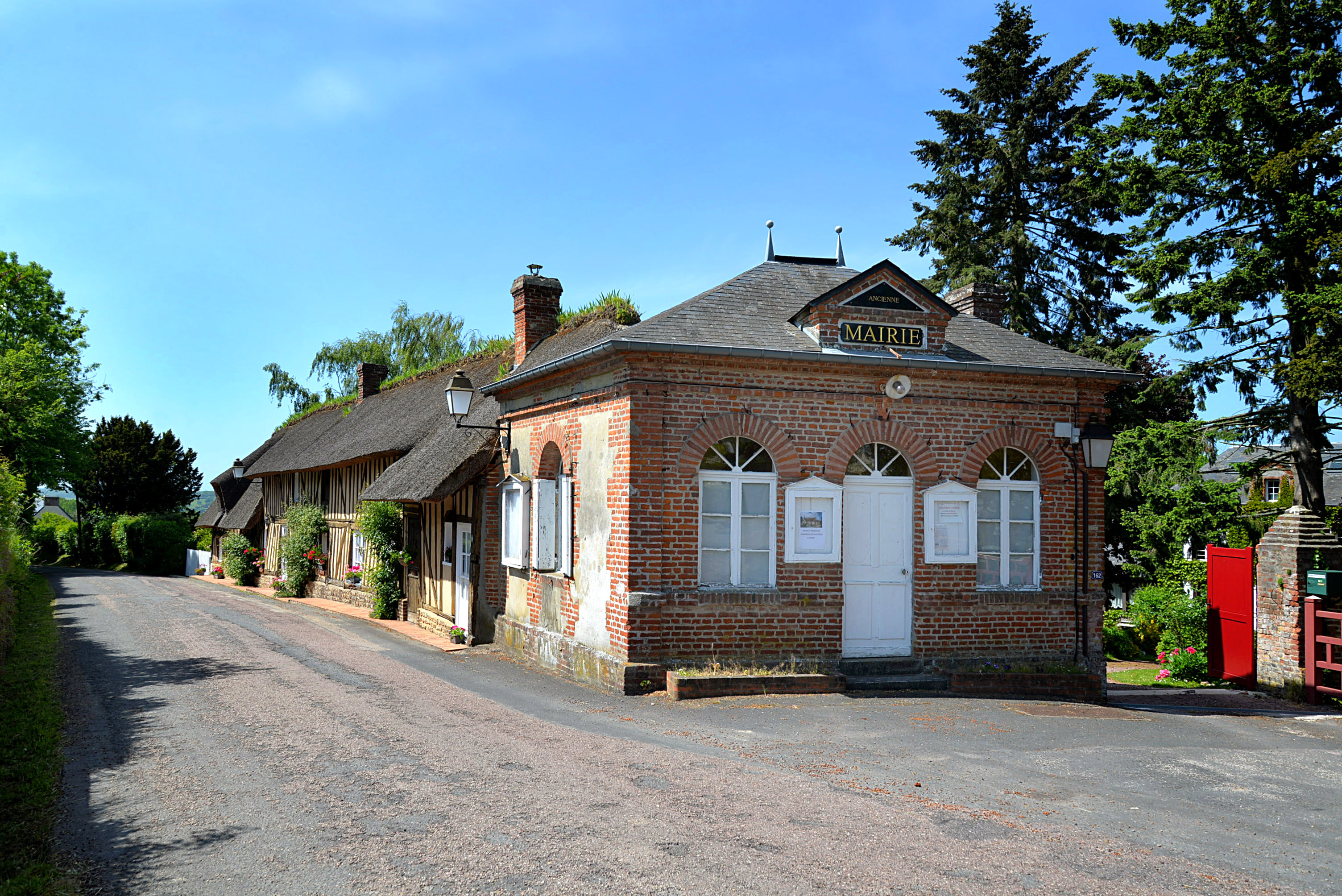
L'ancienne mairie.